# Coppa del Mondo di snowboard 2018
La stagione della Coppa del Mondo di snowboard 2018 è la ventiquattresima edizione della manifestazione organizzata dalla Federazione Internazionale Sci; è iniziata il 9 settembre 2017 a Cardrona, in Nuova Zelanda, e si è conclusa il 24 marzo 2018 a Québec City, in Canada.
Sia in campo maschile che in campo femminile sono state assegnate due Coppe del Mondo generali: una per il parallelo (che comprende le discipline slalom e gigante parallelo) e una per il freestyle (che comprende halfpipe, big air e slopestyle). Si sono assegnate dodici coppe di specialità, sei maschili (slalom parallelo, gigante parallelo, snowboard cross, halfpipe, big air e slopestyle) e altrettante femminili.
In campo maschile lo svizzero Nevin Galmarini si è aggiudicato la Coppa di parallelo, il cui detentore uscente era l'austriaco Andreas Prommegger. Il giapponese Yūto Totsuka si è aggiudicato la Coppa di freestyle, il detentore uscente era il canadese Mark McMorris.
In campo femminile la ceca Ester Ledecká si è aggiudicata la Coppa di parallelo, che già deteneva. La giapponese Miyabi Onitsuka ha vinto la coppa di freestyle, che era detenuta dall'austriaca Anna Gasser.

## Uomini

### Risultati
| Data              | Località          | Nazione       | Spec.      | Primo                              | Secondo                            | Terzo                              |
| ----------------- | ----------------- | ------------- | ---------- | ---------------------------------- | ---------------------------------- | ---------------------------------- |
| 4 settembre 2017  | Cardrona          | Nuova Zelanda | SBS        | Marcus Kleveland                   | Darcy Sharpe                       | Carlos Garcia Knight               |
| 8 settembre 2017  | Cardrona          | Nuova Zelanda | HP         | Yūto Totsuka                       | Ayumu Hirano                       | Patrick Burgener                   |
| 9 settembre 2017  | Cerro Catedral    | Argentina     | SBX        | Alex Pullin                        | Emanuel Perathoner                 | Jonathan Cheever                   |
| 10 settembre 2017 | Cerro Catedral    | Argentina     | SBX        | Alex Pullin                        | Alessandro Hämmerle                | Mick Dierdorff                     |
| 4 novembre 2017   | Copenaghen        | Danimarca     | BA         | Annullata per motivi organizzativi | Annullata per motivi organizzativi | Annullata per motivi organizzativi |
| 11 novembre 2017  | Milano            | Italia        | BA         | Chris Corning                      | Redmond Gerard                     | Kyle Mack                          |
| 25 novembre 2017  | Pechino           | Cina          | BA         | Mark McMorris                      | Tiarn Collins                      | Torgeir Bergrem                    |
| 2 dicembre 2017   | Mönchengladbach   | Germania      | BA         | Marcus Kleveland                   | Yūri Ōkubo                         | Kalle Järvilehto                   |
| 9 dicembre 2017   | Copper Mountain   | Stati Uniti   | HP         | Ayumu Hirano                       | Ben Ferguson                       | Shaun White                        |
| 10 dicembre 2017  | Copper Mountain   | Stati Uniti   | BA         | Mons Røisland                      | Chris Corning                      | Chandler Hunt                      |
| 13 dicembre 2017  | Val Thorens       | Francia       | SBX        | Paul Berg                          | Adam Lambert                       | Lucas Eguibar                      |
| 14 dicembre 2017  | Carezza           | Italia        | PGS        | Andrej Sobolev                     | Nevin Galmarini                    | Dario Caviezel                     |
| 15 dicembre 2017  | Cortina d'Ampezzo | Italia        | PGS        | Alexander Payer                    | Roland Fischnaller                 | Sylvain Dufour                     |
| 16 dicembre 2017  | Cortina d'Ampezzo | Italia        | PSL        | Roland Fischnaller                 | Edwin Coratti                      | Dmitrij Loginov                    |
| 16 dicembre 2017  | Montafon          | Austria       | SBX        | Jarryd Hughes                      | Alessandro Hämmerle                | Markus Schairer                    |
| 21 dicembre 2017  | Secret Garden     | Cina          | HP         | Ayumu Hirano                       | Raibu Katayama                     | Yūto Totsuka                       |
| 22 dicembre 2017  | Breuil-Cervinia   | Italia        | SBX        | Omar Visintin                      | Pierre Vaultier                    | Ken Vuagnoux                       |
| 5 gennaio 2018    | Lackenhof         | Austria       | PGS        | Nevin Galmarini                    | Rok Marguč                         | Alexander Payer                    |
| 12 gennaio 2018   | Bad Gastein       | Austria       | PSL        | Dmitrij Loginov                    | Andrej Sobolev                     | Maurizio Bormolini                 |
| 12 gennaio 2018   | Snowmass          | Stati Uniti   | SBS        | Redmond Gerard                     | Hiroaki Kunitake                   | Tiarn Collins                      |
| 13 gennaio 2018   | Snowmass          | Stati Uniti   | HP         | Shaun White                        | Scotty James                       | Yūto Totsuka                       |
| 19 gennaio 2018   | Laax              | Svizzera      | SBS        | Annullata per maltempo             | Annullata per maltempo             | Annullata per maltempo             |
| 20 gennaio 2018   | Laax              | Svizzera      | HP         | Jurij Podladčikov                  | Yūto Totsuka                       | Zhang Yiwei                        |
| 20 gennaio 2018   | Erzurum           | Turchia       | SBX        | Omar Visintin                      | Pierre Vaultier                    | Alessandro Hämmerle                |
| 20 gennaio 2018   | Rogla             | Slovenia      | PGS        | Andreas Prommegger                 | Edwin Coratti                      | Benjamin Karl                      |
| 21 gennaio 2018   | Rogla             | Slovenia      | PGS        | Benjamin Karl                      | Radoslav Jankov                    | Roland Fischnaller                 |
| 26 gennaio 2018   | Bansko            | Bulgaria      | PGS        | Jasey Jay Anderson                 | Nevin Galmarini                    | Edwin Coratti                      |
| 27 gennaio 2018   | Bansko            | Bulgaria      | SBX sprint | Pierre Vaultier                    | Christopher Robanske               | Alessandro Hämmerle                |
| 28 gennaio 2018   | Bansko            | Bulgaria      | PGS        | Nevin Galmarini                    | Edwin Coratti                      | Andreas Prommegger                 |
| 3 febbraio 2018   | Feldberg          | Germania      | SBX        | Julian Lüftner                     | Pierre Vaultier                    | Ken Vuagnoux                       |
| 4 febbraio 2018   | Feldberg          | Germania      | SBX        | Pierre Vaultier                    | Michele Godino                     | Paul Berg                          |
| 3 marzo 2018      | La Molina         | Spagna        | SBX        | Alessandro Hämmerle                | Hanno Douschan                     | Emanuel Perathoner                 |
| 3 marzo 2018      | Kayseri           | Turchia       | PGS        | Stefan Baumeister                  | Edwin Coratti                      | Tim Mastnak                        |
| 10 marzo 2018     | Mosca             | Russia        | SBX        | Alessandro Hämmerle                | Pierre Vaultier                    | Omar Visintin                      |
| 10 marzo 2018     | Scuol             | Svizzera      | PGS        | Tim Mastnak                        | Oskar Kwiatkowski                  | Nevin Galmarini                    |
| 17 marzo 2018     | Veysonnaz         | Svizzera      | SBX        | Nate Holland                       | Mick Dierdorff                     | Lucas Eguibar                      |
| 17 marzo 2018     | Winterberg        | Germania      | PSL        | Roland Fischnaller                 | Sebastian Kislinger                | Rok Marguč                         |
| 17 marzo 2018     | Alpe di Siusi     | Italia        | SBS        | Chris Corning                      | Fridtjof Tischendorf               | Lyon Farrell                       |
| 24 marzo 2018     | Québec City       | Canada        | BA         | Max Parrot                         | Jonas Bösiger                      | Antoine Truchon                    |

Legenda: 

PGS = Slalom gigante parallelo 

PSL = Slalom parallelo 

SBX = Snowboard cross 

SBS = Slopestyle 

HP = Halfpipe 

BA = Big air

### Classifiche

#### Generale parallelo
| Pos. | Nome                | Nazione  | Punti  |
| ---- | ------------------- | -------- | ------ |
| 1    | Nevin Galmarini     | Svizzera | 6570   |
| 2    | Roland Fischnaller  | Italia   | 5066   |
| 5    | Edwin Coratti       | Italia   | 4543,3 |
| 4    | Andrej Sobolev      | Russia   | 3966   |
| 5    | Sebastian Kislinger | Austria  | 3900   |
| 6    | Radoslav Jankov     | Bulgaria | 3520   |
| 7    | Andreas Prommegger  | Austria  | 3458,2 |
| 8    | Alexander Payer     | Austria  | 3382   |
| 9    | Rok Marguč          | Slovenia | 3110   |
| 10   | Dmitrij Sarsembaev  | Russia   | 3080   |

#### Generale freestyle

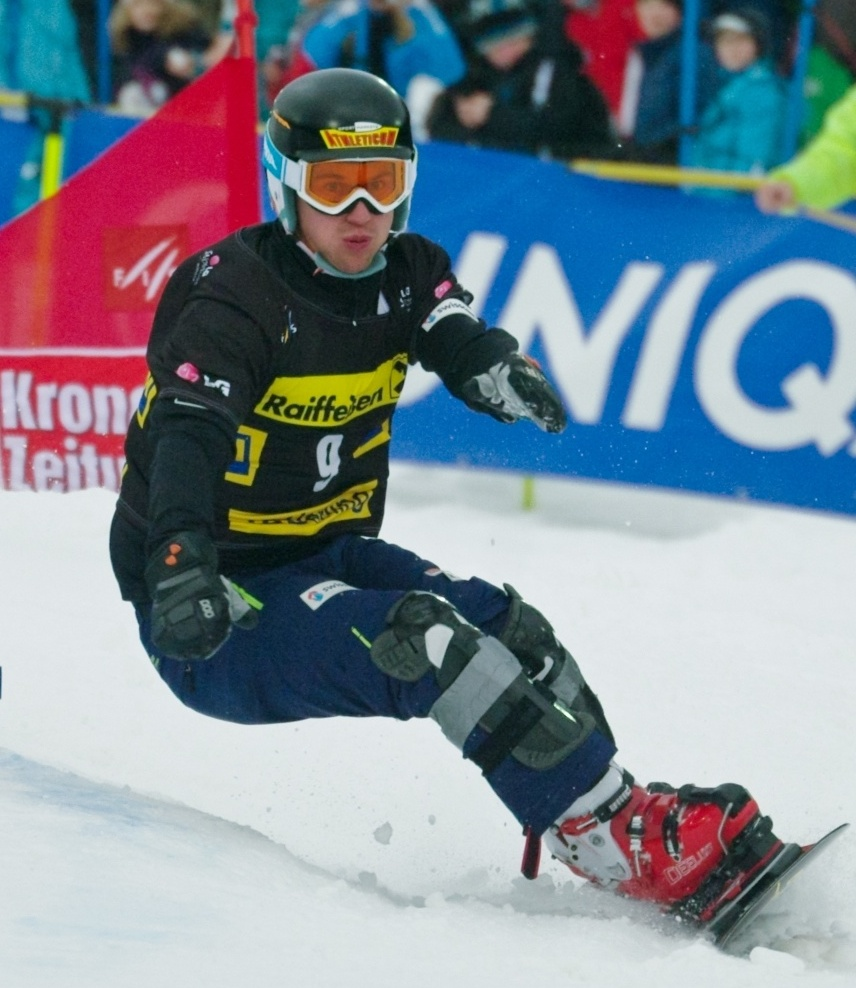
Nevin Galmarini nel 2012

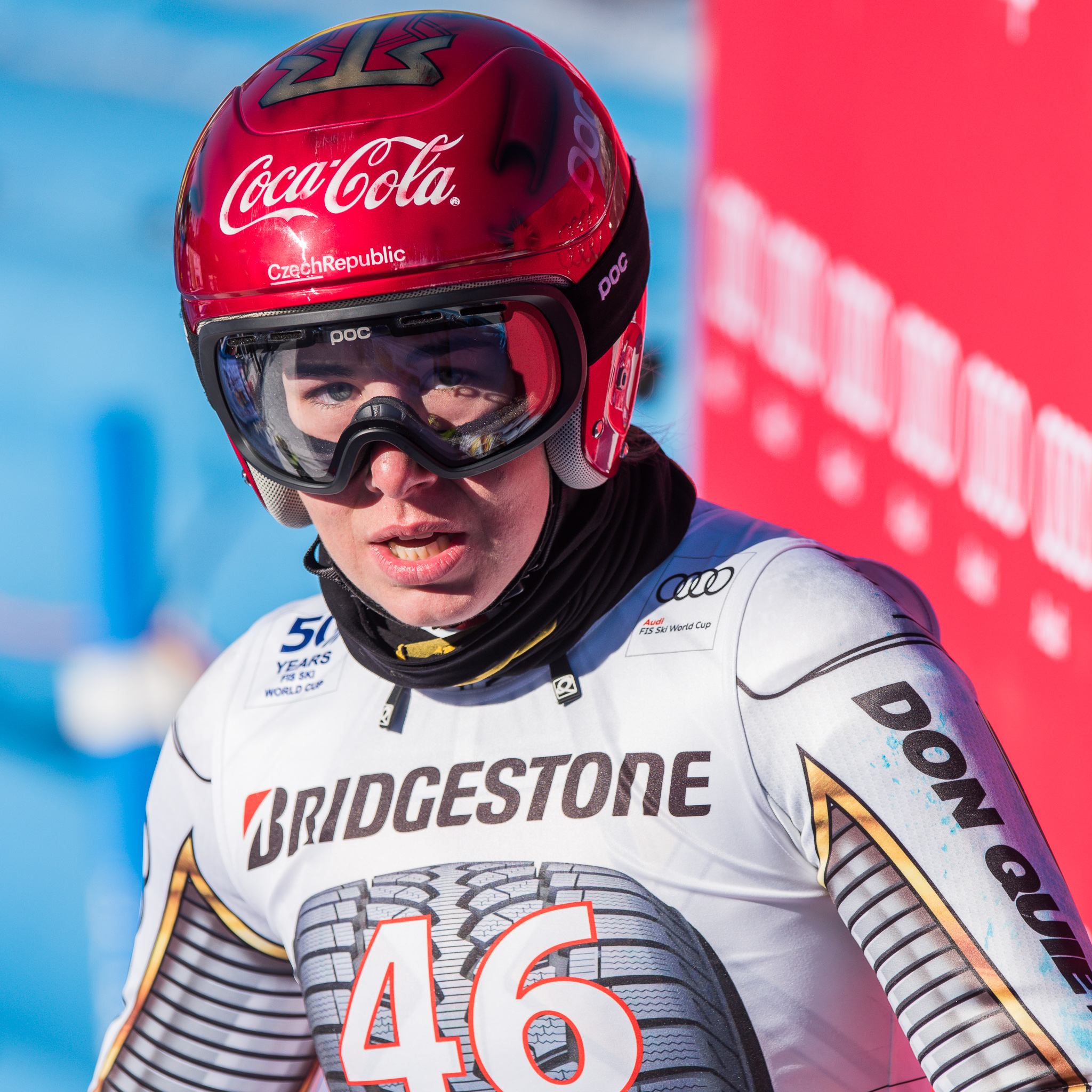
Ester Ledecká nel 2017

| Pos. | Nome             | Nazione     | Punti   |
| ---- | ---------------- | ----------- | ------- |
| 1    | Chris Corning    | Stati Uniti | 3300    |
| 2    | Yūto Totsuka     | Giappone    | 3000    |
| 3    | Ayumu Hirano     | Giappone    | 2800    |
| 4    | Redmond Gerard   | Stati Uniti | 2470    |
| 5    | Marcus Kleveland | Norvegia    | 2000    |
| 6    | Hiroaki Kunitake | Giappone    | 1975,80 |
| 7    | Raibu Katayama   | Giappone    | 1940    |
| 8    | Yūri Ōkubo       | Giappone    | 1917,60 |
| 9    | Jonas Bösiger    | Svizzera    | 1784    |
| 10   | Peetu Piiroinen  | Finlandia   | 1650    |

#### Slalom parallelo
| Pos. | Nome                | Nazione | Punti |
| ---- | ------------------- | ------- | ----- |
| 1    | Roland Fischnaller  | Italia  | 2200  |
| 2    | Dmitrij Loginov     | Russia  | 1800  |
| 3    | Sebastian Kislinger | Austria | 1380  |
| 4    | Maurizio Bormolini  | Italia  | 1340  |
| 5    | Edwin Coratti       | Italia  | 1135  |

#### Gigante parallelo
| Pos. | Nome            | Nazione  | Punti  |
| ---- | --------------- | -------- | ------ |
| 1    | Nevin Galmarini | Svizzera | 5530   |
| 2    | Edwin Coratti   | Italia   | 3408,3 |
| 3    | Benjamin Karl   | Austria  | 2940   |
| 4    | Alexander Payer | Austria  | 2904   |
| 5    | Andrej Sobolev  | Russia   | 2876   |

#### Snowboard cross
| Pos. | Nome                | Nazione   | Punti  |
| ---- | ------------------- | --------- | ------ |
| 1    | Pierre Vaultier     | Francia   | 7460   |
| 2    | Alessandro Hämmerle | Austria   | 6100   |
| 3    | Alex Pullin         | Australia | 5306   |
| 4    | Paul Berg           | Germania  | 3755,5 |
| 5    | Omar Visintin       | Italia    | 3690   |

#### Halfpipe
| Pos. | Nome           | Nazione     | Punti |
| ---- | -------------- | ----------- | ----- |
| 1    | Yūto Totsuka   | Giappone    | 3000  |
| 2    | Ayumu Hirano   | Giappone    | 2800  |
| 3    | Raibu Katayama | Giappone    | 1940  |
| 4    | Shaun White    | Stati Uniti | 1600  |
| 5    | Taku Hiraoka   | Stati Uniti | 1490  |

#### Big air
| Pos. | Nome          | Nazione     | Punti  |
| ---- | ------------- | ----------- | ------ |
| 1    | Chris Corning | Stati Uniti | 1800   |
| 2    | Yūri Ōkubo    | Giappone    | 1500   |
| 3    | Jonas Bösiger | Giappone    | 1464   |
| 4    | Max Parrot    | Canada      | 1450   |
| 5    | Mons Røisland | Norvegia    | 1278,2 |

#### Slopestyle
| Pos. | Nome             | Nazione     | Punti |
| ---- | ---------------- | ----------- | ----- |
| 1    | Chris Corning    | Stati Uniti | 1500  |
| 2    | Redmond Gerard   | Stati Uniti | 1450  |
| 3    | Marcus Kleveland | Norvegia    | 1000  |
| 4    | Hiroaki Kunitake | Giappone    | 920   |
| 5    | Lyon Farrell     | Stati Uniti | 870   |

## Donne

### Risultati
| Data              | Località          | Nazione     | Spec.      | Primo                              | Secondo                            | Terzo                              |
| ----------------- | ----------------- | ----------- | ---------- | ---------------------------------- | ---------------------------------- | ---------------------------------- |
| 9 settembre 2017  | Cerro Catedral    | Argentina   | SBX        | Chloé Trespeuch                    | Lindsey Jacobellis                 | Nelly Moenne-Loccoz                |
| 10 settembre 2017 | Cerro Catedral    | Argentina   | SBX        | Lindsey Jacobellis                 | Eva Samková                        | Chloé Trespeuch                    |
| 4 novembre 2017   | Copenaghen        | Danimarca   | BA         | Annullata per motivi organizzativi | Annullata per motivi organizzativi | Annullata per motivi organizzativi |
| 11 novembre 2017  | Milano            | Italia      | BA         | Anna Gasser                        | Katie Ormerod                      | Sina Candrian                      |
| 25 novembre 2017  | Pechino           | Cina        | BA         | Anna Gasser                        | Miyabi Onitsuka                    | Enni Rukajärvi                     |
| 2 dicembre 2017   | Mönchengladbach   | Germania    | BA         | Carla Somaini                      | Miyabi Onitsuka                    | Christy Prior                      |
| 9 dicembre 2017   | Copper Mountain   | Stati Uniti | HP         | Chloe Kim                          | Kelly Clark                        | Maddie Mastro                      |
| 10 dicembre 2017  | Copper Mountain   | Stati Uniti | BA         | Reira Iwabuchi                     | Julia Marino                       | Silje Norendal                     |
| 13 dicembre 2017  | Val Thorens       | Francia     | SBX        | Lindsey Jacobellis                 | Chloé Trespeuch                    | Michela Moioli                     |
| 14 dicembre 2017  | Carezza           | Italia      | PGS        | Ester Ledecká                      | Ramona Theresia Hofmeister         | Ina Meschik                        |
| 15 dicembre 2017  | Cortina d'Ampezzo | Italia      | PGS        | Ester Ledecká                      | Selina Jörg                        | Claudia Riegler                    |
| 16 dicembre 2017  | Cortina d'Ampezzo | Italia      | PSL        | Sabine Schöffmann                  | Julie Zogg                         | Natal'ja Soboleva                  |
| 16 dicembre 2017  | Montafon          | Austria     | SBX        | Michela Moioli                     | Faye Gulini                        | Nelly Moenne-Loccoz                |
| 21 dicembre 2017  | Secret Garden     | Cina        | HP         | Liu Jiayu                          | Sena Tomita                        | Cai Xuetong                        |
| 22 dicembre 2017  | Breuil-Cervinia   | Italia      | SBX        | Michela Moioli                     | Nelly Moenne-Loccoz                | Julia Pereira de Sousa-Mabileau    |
| 5 gennaio 2018    | Lackenhof         | Austria     | PGS        | Ester Ledecká                      | Julia Dujmovits                    | Ladina Jenny                       |
| 12 gennaio 2018   | Bad Gastein       | Austria     | PSL        | Ramona Theresia Hofmeister         | Ekaterina Tudegeševa               | Michelle Dekker                    |
| 12 gennaio 2018   | Snowmass          | Stati Uniti | SBS        | Christy Prior                      | Reira Iwabuchi                     | Tess Coady                         |
| 13 gennaio 2018   | Snowmass          | Stati Uniti | HP         | Queralt Castellet                  | Chloe Kim                          | Maddie Mastro                      |
| 19 gennaio 2018   | Laax              | Svizzera    | SBS        | Annullata per maltempo             | Annullata per maltempo             | Annullata per maltempo             |
| 20 gennaio 2018   | Laax              | Svizzera    | HP         | Liu Jiayu                          | Cai Xuetong                        | Queralt Castellet                  |
| 20 gennaio 2018   | Erzurum           | Turchia     | SBX        | Eva Samková                        | Chloé Trespeuch                    | Michela Moioli                     |
| 20 gennaio 2018   | Rogla             | Slovenia    | PGS        | Ester Ledecká                      | Claudia Riegler                    | Julia Dujmovits                    |
| 21 gennaio 2018   | Rogla             | Slovenia    | PGS        | Ramona Theresia Hofmeister         | Sabine Schöffmann                  | Alëna Zavarzina                    |
| 26 gennaio 2018   | Bansko            | Bulgaria    | PGS        | Ester Ledecká                      | Selina Jörg                        | Ramona Theresia Hofmeister         |
| 27 gennaio 2018   | Bansko            | Bulgaria    | SBX sprint | Charlotte Bankes                   | Michela Moioli                     | Nelly Moenne-Loccoz                |
| 28 gennaio 2018   | Bansko            | Bulgaria    | PGS        | Julia Dujmovits                    | Ramona Theresia Hofmeister         | Selina Jörg                        |
| 3 febbraio 2018   | Feldberg          | Germania    | SBX        | Michela Moioli                     | Zoe Bergermann                     | Julia Pereira de Sousa-Mabileau    |
| 4 febbraio 2018   | Feldberg          | Germania    | SBX        | Michela Moioli                     | Charlotte Bankes                   | Chloé Trespeuch                    |
| 3 marzo 2018      | La Molina         | Spagna      | SBX        | Eva Samková                        | Nelly Moenne-Loccoz                | Charlotte Bankes                   |
| 3 marzo 2018      | Kayseri           | Turchia     | PGS        | Milena Bykova                      | Ester Ledecká                      | Daniela Ulbing                     |
| 10 marzo 2018     | Mosca             | Russia      | SBX        | Eva Samková                        | Michela Moioli                     | Charlotte Bankes                   |
| 10 marzo 2018     | Scuol             | Svizzera    | PGS        | Ester Ledecká                      | Alëna Zavarzina                    | Ladina Jenny                       |
| 16 marzo 2018     | Alpe di Siusi     | Italia      | SBS        | Sof'ja Fëdorova                    | Silje Norendal                     | Šárka Pančochová                   |
| 17 marzo 2018     | Veysonnaz         | Svizzera    | SBX        | Michela Moioli                     | Chloé Trespeuch                    | Manon Petit-Lenoir                 |
| 17 marzo 2018     | Winterberg        | Germania    | PSL        | Selina Jörg                        | Alëna Zavarzina                    | Julie Zogg                         |
| 24 marzo 2018     | Québec City       | Canada      | BA         | Julia Marino                       | Laurie Blouin                      | Loranne Smans                      |

Legenda: 

PGS = Slalom gigante parallelo 

PSL = Slalom parallelo 

SBX = Snowboard cross 

SBS = Slopestyle 

HP = Halfpipe 

BA = Big air

### Classifiche

#### Generale parallelo
| Pos. | Nome                       | Nazione   | Punti |
| ---- | -------------------------- | --------- | ----- |
| 1    | Ester Ledecká              | Rep. Ceca | 7540  |
| 2    | Selina Jörg                | Germania  | 6010  |
| 3    | Ramona Theresia Hofmeister | Germania  | 5390  |
| 4    | Julia Dujmovits            | Austria   | 5090  |
| 5    | Ekaterina Tudegeševa       | Russia    | 4810  |
| 6    | Alëna Zavarzina            | Russia    | 4720  |
| 7    | Sabine Schöffmann          | Austria   | 4050  |
| 8    | Julie Zogg                 | Svizzera  | 3850  |
| 9    | Daniela Ulbing             | Austria   | 3556  |
| 10   | Claudia Riegler            | Austria   | 3272  |

#### Generale freestyle
| Pos. | Nome              | Nazione     | Punti |
| ---- | ----------------- | ----------- | ----- |
| 1    | Miyabi Onitsuka   | Giappone    | 3260  |
| 2    | Chloe Kim         | Stati Uniti | 2800  |
| 3    | Liu Jiayu         | Cina        | 2640  |
| 4    | Sof'ja Fëdorova   | Russia      | 2530  |
| 5    | Reira Iwabuchi    | Giappone    | 2500  |
| 6    | Silje Norendal    | Norvegia    | 2420  |
| 7    | Julia Marino      | Stati Uniti | 2180  |
| 8    | Xuetong Cai       | Cina        | 2040  |
| 9    | Anna Gasser       | Austria     | 2000  |
| 10   | Queralt Castellet | Spagna      | 2000  |
| 11   | Maddie Mastro     | Stati Uniti | 2000  |

#### Slalom parallelo
| Pos. | Nome                 | Nazione  | Punti |
| ---- | -------------------- | -------- | ----- |
| 1    | Ekaterina Tudegeševa | Russia   | 1700  |
| 2    | Selina Jörg          | Germania | 1690  |
| 3    | Julie Zogg           | Svizzera | 1500  |
| 4    | Daniela Ulbing       | Austria  | 1350  |
| 5    | Natal'ja Soboleva    | Russia   | 1320  |

#### Gigante parallelo
| Pos. | Nome                       | Nazione   | Punti |
| ---- | -------------------------- | --------- | ----- |
| 1    | Ester Ledecká              | Rep. Ceca | 7250  |
| 2    | Selina Jörg                | Germania  | 4320  |
| 3    | Julia Dujmovits            | Austria   | 4210  |
| 4    | Ramona Theresia Hofmeister | Svizzera  | 4110  |
| 5    | Alëna Zavarzina            | Russia    | 3430  |

#### Snowboard cross
| Pos. | Nome                | Nazione   | Punti |
| ---- | ------------------- | --------- | ----- |
| 1    | Michela Moioli      | Italia    | 8410  |
| 2    | Chloé Trespeuch     | Francia   | 7190  |
| 3    | Nelly Moenne-Loccoz | Francia   | 6840  |
| 4    | Charlotte Bankes    | Francia   | 6360  |
| 5    | Eva Samková         | Rep. Ceca | 4160  |

#### Halfpipe
| Pos. | Nome              | Nazione     | Punti |
| ---- | ----------------- | ----------- | ----- |
| 1    | Chloe Kim         | Stati Uniti | 2800  |
| 2    | Liu Jiayu         | Cina        | 2640  |
| 3    | Cai Xuetong       | Cina        | 2040  |
| 4    | Queralt Castellet | Spagna      | 2000  |
| 4    | Maddie Mastro     | Stati Uniti | 2000  |

#### Big air
| Pos. | Nome            | Nazione     | Punti |
| ---- | --------------- | ----------- | ----- |
| 1    | Anna Gasser     | Austria     | 2000  |
| 2    | Miyabi Onitsuka | Giappone    | 1960  |
| 3    | Julia Marino    | Stati Uniti | 1940  |
| 4    | Carla Somaini   | Svizzera    | 1620  |
| 5    | Cheryl Maas     | Paesi Bassi | 1480  |

#### Slopestyle
| Pos. | Nome            | Nazione       | Punti |
| ---- | --------------- | ------------- | ----- |
| 1    | Sof'ja Fëdorova | Russia        | 1720  |
| 2    | Reira Iwabuchi  | Giappone      | 1300  |
| 2    | Miyabi Onitsuka | Giappone      | 1300  |
| 2    | Silje Norendal  | Norvegia      | 1160  |
| 2    | Christy Prior   | Nuova Zelanda | 1080  |

## A squadre

### Risultati
| Data             | Località   | Nazione  | Spec.   | Primo                                          | Secondo                                                  | Terzo                                           |
| ---------------- | ---------- | -------- | ------- | ---------------------------------------------- | -------------------------------------------------------- | ----------------------------------------------- |
| 16 dicembre 2017 | Montafon   | Austria  | SBX M   | Spagna I Regino Hernández Lucas Eguibar        | Austria I Alessandro Hämmerle Markus Schairer            | Francia I Merlin Surget Pierre Vaultier         |
| 16 dicembre 2017 | Montafon   | Austria  | SBX F   | Francia I Chloé Trespeuch Nelly Moenne-Loccoz  | Canada I Meryeta O'Dine Zoe Bergermann                   | Russia I Kristina Paul Marija Vasilcova         |
| 6 gennaio 2018   | Lackenhof  | Austria  | PGS M/F | Austria III Claudia Riegler Andreas Prommegger | Austria I Sabine Schöffmann Alexander Payer              | Germania I Selina Jörg Patrick Bussler          |
| 13 gennaio 2018  | Lackenhof  | Austria  | PSL M/F | Austria II Sabine Schöffmann Alexander Payer   | Germania II Ramona Theresia Hofmeister Stefan Baumeister | Austria I Claudia Riegler Andreas Prommegger    |
| 21 gennaio 2018  | Erzurum    | Turchia  | SBX M   | Italia I Emanuel Perathoner Omar Visintin      | Austria I Alessandro Hämmerle Markus Schairer            | Stati Uniti II Nate Holland Alex Deibold        |
| 21 gennaio 2018  | Erzurum    | Turchia  | SBX F   | Francia I Chloé Trespeuch Nelly Moenne-Loccoz  | Rep. Ceca I Vendula Hopjáková Eva Samková                | Canada I Zoe Bergermann Meryeta O'Dine          |
| 11 marzo 2018    | Mosca      | Russia   | SBX M   | Italia I Emanuel Perathoner Omar Visintin      | Austria IV Julian Lüftner Alessandro Hämmerle            | Stati Uniti VI Senna Leith Jake Vedder          |
| 11 marzo 2018    | Mosca      | Russia   | SBX F   | Francia I Chloé Trespeuch Nelly Moenne-Loccoz  | Canada III Tess Critchlow Zoe Bergermann                 | Svizzera II Lara Casanova Simona Meiler         |
| 18 marzo 2018    | Veysonnaz  | Svizzera | SBX M   | Germania I Paul Berg Konstantin Schad          | Spagna I Regino Hernández Lucas Eguibar                  | Austria VI Alessandro Hämmerle Hanno Douschan   |
| 18 marzo 2018    | Veysonnaz  | Svizzera | SBX F   | Francia I Nelly Moenne-Loccoz Chloé Trespeuch  | Italia IV Sofia Belinghieri Raffaella Brutto             | Canada III Zoe Bergermann Tess Critchlow        |
| 18 marzo 2018    | Winterberg | Germania | PSL M/F | Italia I Nadya Ochner Roland Fischnaller       | Austria II Claudia Riegler Andreas Prommegger            | Austria III Julia Dujmovits Sebastian Kislinger |

Legenda: 

SBX M = Snowboard cross misto maschile 

SBX F = Snowboard cross misto femminile

PGS M/F = Slalom gigante parallelo misto

PSL M/F = Slalom parallelo misto

### Classifiche

#### A squadre maschile
| Pos. | Nazione    | Atleti                              | Punti |
| ---- | ---------- | ----------------------------------- | ----- |
| 1    | Italia I   | Emanuel Perathoner Omar Visintin    | 2950  |
| 2    | Spagna I   | Regino Hernández Lucas Eguibar      | 2700  |
| 3    | Germania I | Paul Berg Konstantin Schad          | 1820  |
| 4    | Francia I  | Merlin Surget Pierre Vaultier       | 1740  |
| 3    | Austria I  | Alessandro Hämmerle Markus Schairer | 1600  |

#### A squadre femminile
| Pos. | Nazione     | Atlete                                             | Punti |
| ---- | ----------- | -------------------------------------------------- | ----- |
| 1    | Francia I   | Chloé Trespeuch Nelly Moenne-Loccoz                | 4000  |
| 2    | Francia II  | Manon Petit-Lenoir Julia Pereira de Sousa-Mabileau | 1900  |
| 3    | Canada I    | Zoe Bergermann Meryeta O'Dine                      | 1400  |
| 3    | Canada III  | Tess Critchlow Zoe Bergermann                      | 1400  |
| 5    | Rep. Ceca I | Vendula Hopjáková Eva Samková                      | 800   |
| 5    | Italia IV   | Sofia Belinghieri Raffaella Brutto                 | 800   |

#### Parallelo misto
| Pos. | Nazione  | Atleti                                       | Punti |
| ---- | -------- | -------------------------------------------- | ----- |
| 1    | Austria  | Claudia Riegler Andreas Prommegger           | 2400  |
| 2    | Austria  | Sabine Schöffmann Alexsander Payer           | 2090  |
| 3    | Italia   | Nadya Ochner Roland Fischnaller              | 1760  |
| 4    | Germania | Selina Jörg Patrick Bussler                  | 1450  |
| 5    | Austria  | Julia Dujmovits Sebastian Kislinger          | 1200  |
| 5    | Germania | Ramona Theresia Hofmeister Stefan Baumeister | 1200  |